# Quinzaine des Réalisateurs
La Quinzaine des Réalisateurs (in inglese Directors' Fortnight), rinominata Quinzaine des Cinéastes nel 2023, è una selezione parallela alla selezione ufficiale del Festival di Cannes, che si svolge dal 1969, organizzata dalla Société des Réalisateurs de Films (SRF).
La Quinzaine des Réalisateurs (vale a dire la "quindici giorni dei registi"), cui più spesso ci si riferisce chiamandola semplicemente Quinzaine, consiste in una programmazione di cortometraggi, lungometraggi e documentari di tutto il mondo. 

## Direzione artistica
La programmazione è curata da un direttore artistico:
- Pierre-Henri Deleau - 1969-1999
- Marie-Pierre Macia - 1999-2002
- François Da Silva - 2003
- Olivier Père - 2004-2009
- Frédéric Boyer - 2010-2011
- Édouard Waintrop - 2012-2018
- Paolo Moretti - 2019-2022
- Julien Rejl - dal 2023[1]

## Premi
- Art Cinema Award
- SACD Prize
- The Europa Cinemas Label Award
- Illy Prize

## Documentario
- 40x15. Les Quarante Ans de la Quinzaine des Réalisateurs, diretto da Olivier Jahan (2008) [2]